# São Domingos (Niterói)
São Domingos é um bairro histórico e turístico localizado na Zona Sul do município de Niterói, capital do antigo Estado do Rio de Janeiro (antes da fusão com Estado da Guanabara). É banhado pelas águas da Baía de Guanabara, e tem grande importância histórica.
O bairro de São Domingos abriga a Cantareira, como popular e festivamente é chamada a Praça Leoni Ramos e seus arredores. A Cantareira é também chamada de "Lapa de Niterói", em comparação ao bairro da Lapa na cidade do Rio de Janeiro, reduto da boêmia carioca, à medida que em volta da praça há vários bares, pubs e restaurantes em seus casarões históricos, que reúnem jovens e estudantes, principalmente das faculdades da Universidade Federal Fluminense. Nas vizinhanças, nas casas do bairro de São Domingos, atualmente funcionam dezenas de atelieres de artes plásticas, formando um corredor cultural e artístico, que ao seu modo, e de maneira espontânea, lembra o bairro carioca de Santa Teresa, reforçando o perfil cultural e artístico do bairro.

## Localização
O bairro está ligado ao Centro da cidade pela rua Andrade Neves e pela Avenida Visconde de Rio Branco. Por serem pequenos e muito próximos, São Domingos e os vizinhos Ingá, Gragoatá e Boa Viagem se confundem em sua geografia e história.

## História

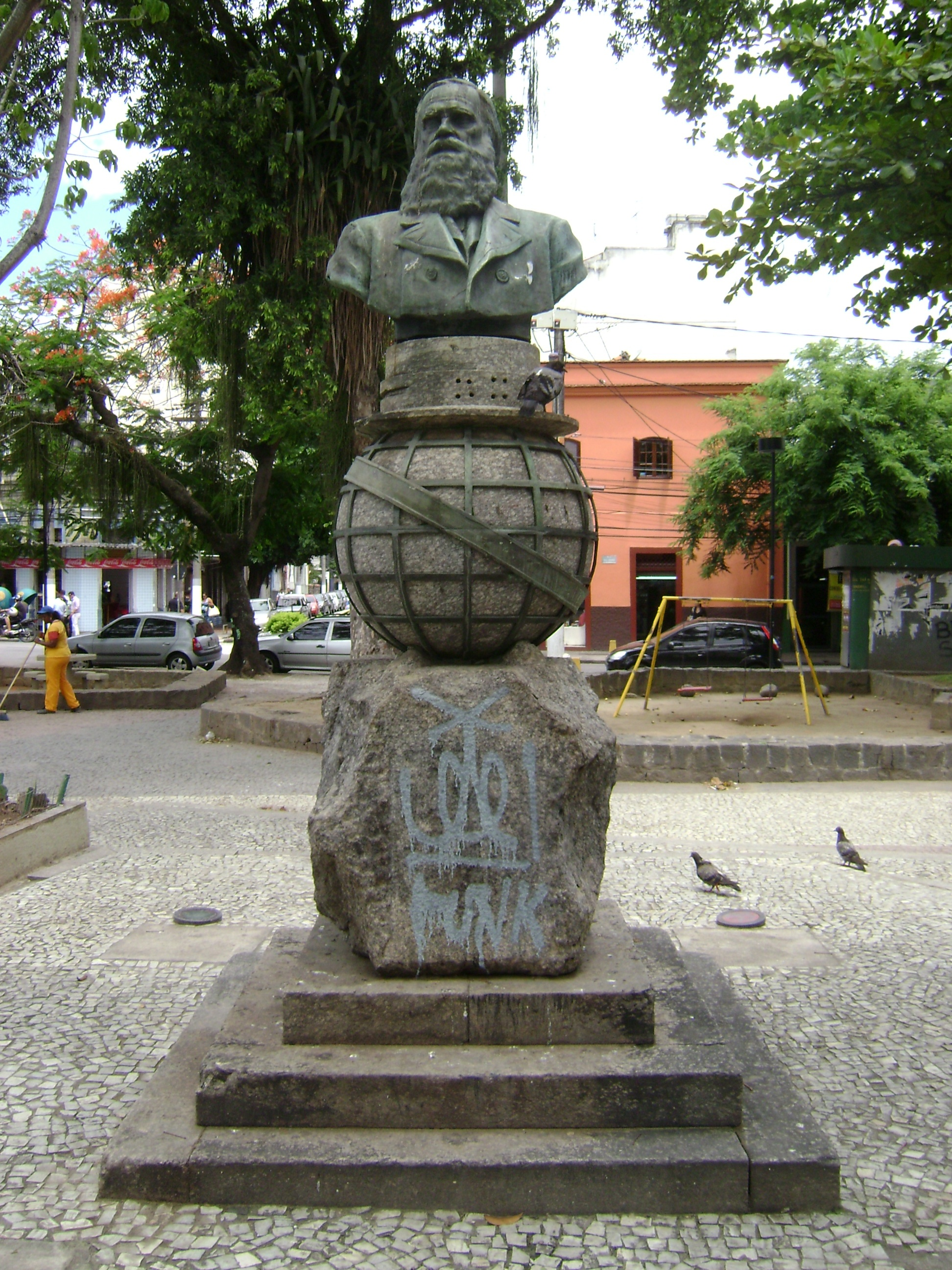
Busto de Dom Pedro II na Praça Leoni Ramos.

São Domingos é um dos bairros mais antigos da cidade. Suas ruas ainda preservam um pouco da arquitetura do fim do século XIX e o ar de cidade do interior. Sua localização, perto da cidade do Rio de Janeiro e do Centro favoreceram a ocupação e urbanização ainda no período colonial. O bairro também sediava um porto de atracação e e o aparecimento de um povoado em torno do largo de São Domingos, ainda no período colonial.
No ano de 1816, São Domingos recebeu a visita do rei D. João VI que passou uma temporada na região. Para melhor abrigá-lo, um rico comerciante de escravos, proprietário de vários imóveis, presenteou o monarca com um casarão de três andares. Esse prédio foi a primeira Casa da Câmara até a transferência da sede da Vila de São Domingos para o atual Centro. A visita do monarca foi fundamental para o desenvolvimento de Niterói, elevando-a futuramente à condição de Vila Real. Foi também em São Domingos que morou José Bonifácio, amigo do imperador, na rua que hoje leva seu nome.
Em torno da atual Praça Leoni Ramos, foram erguidos prédios residenciais que abrigaram diversos nomes ilustres, armazéns, farmácias, colégios, gráficas e pensões. No mesmo período, o atracadouro passou a ter bastante movimento com o serviço de transporte marítimo e com a construção da Companhia Cantareira, um estaleiro para reparos e hoje um dos símbolos do bairro.

## Economia

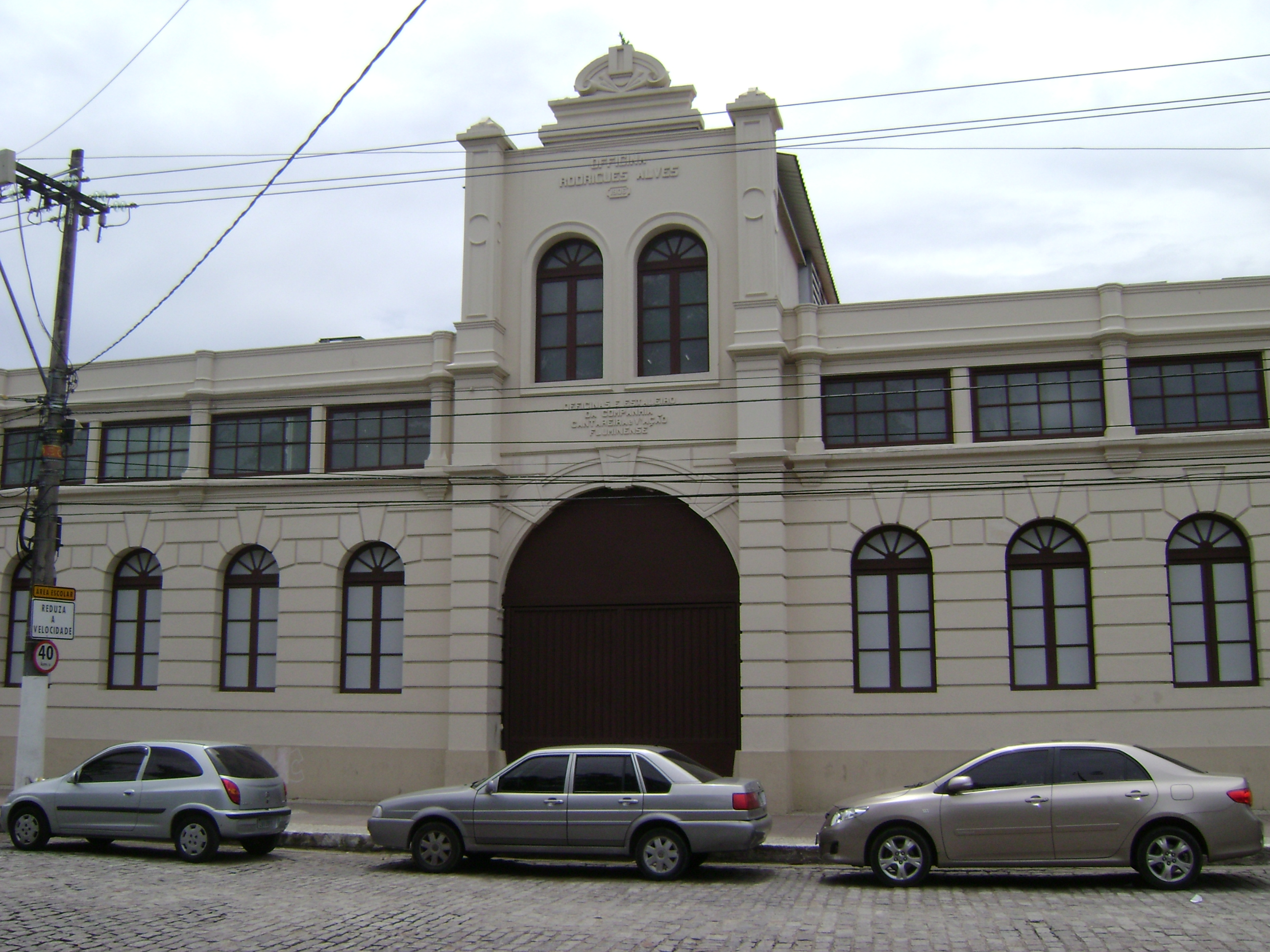
Espaço Cantareira após a restauração.

O bairro possui discreta atividade comercial. Na rua José Bonifácio destaca-se o Colégio Marília Mattoso e em continuação, na mesma rua que passa a se chamar Lara Vilela, encontra-se a Creche Confeti.  Há ainda uma academia, alguns bares, padarias e uma papelaria. O comércio da região não vai muito além do básico, como açougues, lanchonetes e pontos de táxi e vans, farmácias, lava-jatos e oficinas, além de uma loja de material de construção.
A antiga Estação Cantareira, que já abrigou muitas atividades culturais e shows, foi transformada em pólo de cultura onde hoje funciona também um bar. Ao lado, está sendo erguido o Museu Petrobras de Cinema, uma obra que faz parte do Caminho Niemeyer e foi projetado pelo próprio arquiteto que dá nome ao complexo.
O bairro também é conhecido por sua tradição acadêmica, pois abriga a Faculdade Maria Thereza (FAMATH) e as unidades da Universidade Federal Fluminense (UFF) localizadas no Campus do Gragoatá e no Campus da Praia Vermelha, além do Instituto de Arte e Comunicação Social (IACS). Na educação básica, destacam-se o Colégio Universitário Geraldo Reis (Coluni), que é o colégio de aplicação da UFF, o Colégio Cecília Mattoso e o Instituto de Educação Professor Ismael Coutinho (IEPIC).
Também estão localizados no bairro o Solar do Jambeiro (um antigo palacete do século XIX transformado em museu), o Restaurante Jambeiro e a sede da empresa de energia Enel. O restante da região é composto de residências de classe média, entre prédios e casas antigas, que dividem espaço com algumas casas abandonadas e outras ocupadas por moradores pobres, nos chamados cortiços. A favelização também já chegou ao local, ocupando morros que separam a região dos seus bairros vizinhos.

## Lazer e Turismo

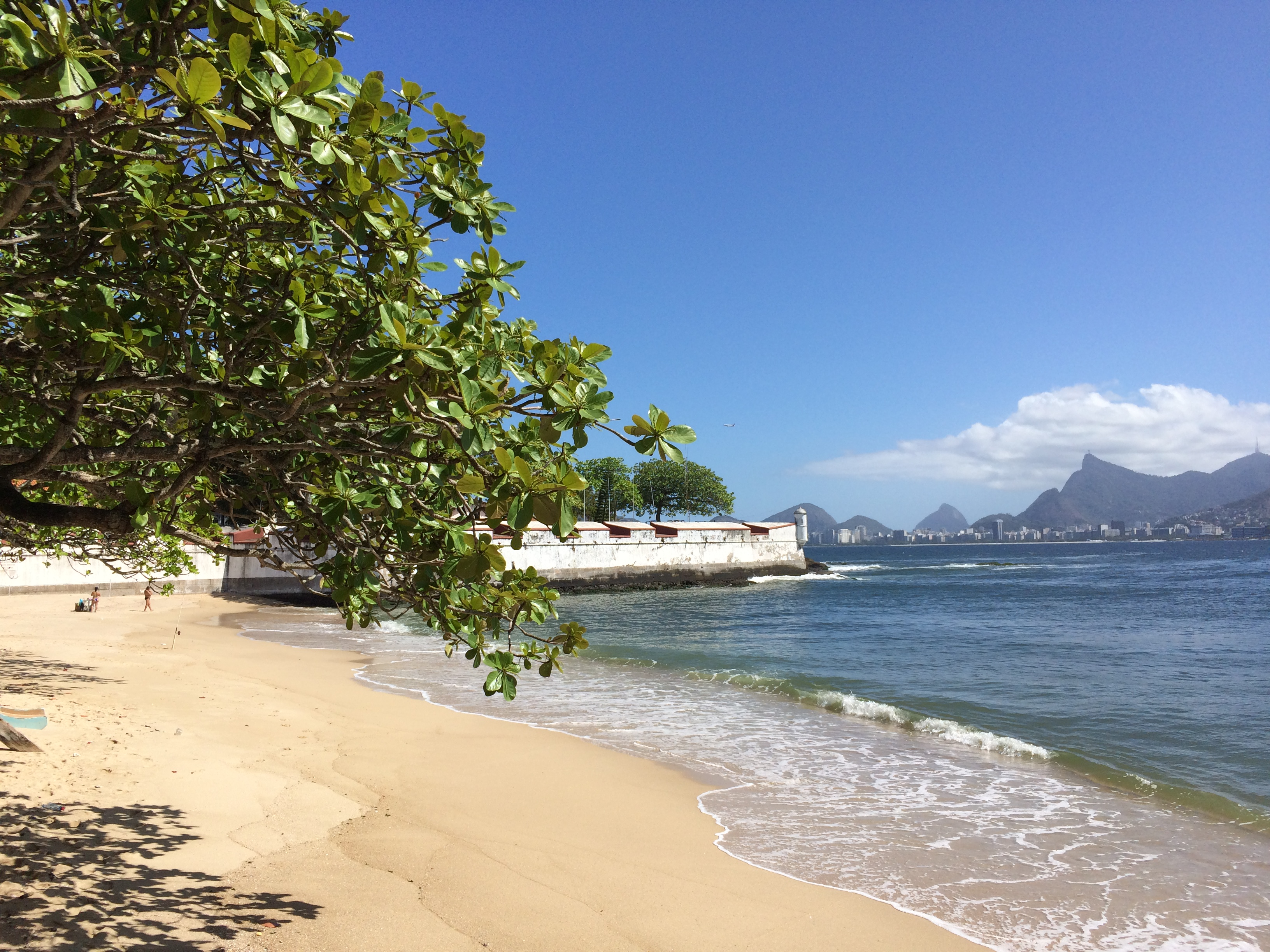
Praia do Gragoatá, entre o bairro homônimo e São Domingos.

O bairro tem vida noturna agitada com os bares que cercam a Praça Leoni Ramos, também chamada de Cantareira, que fez com tenha ganho o apelido de "Lapa de Niterói", em alusão ao bairro carioca da Lapa.
Também são muitos os atelieres de artistas plásticos e artesãos que anualmente promovem a mostra "São Domingos de Portas Abertas", onde os visitantes podem conhecer de perto os trabalhos feitos nos atelieres, lembrando em muito o que ocorre com o bairro carioca de Santa Teresa.
Existem ainda a Igreja de São Domingos de Gusmão, a Igreja Evangélica Congregacional da Cantareira, a Estação Cantareira, o Solar do Jambeiro, além do já citado Museu Petrobras de Cinema.